# Larsenbrekka
Die Larsenbrekka ist ein 12 km langer Gletscherhang im ostantarktischen Königin-Maud-Land. Im östlichen Abschnitt des Fimbulheimen liegt er nordwestlich der Lingetoppane.
Wissenschaftler des Norwegischen Polarinstituts benannten ihn 1969. Namensgeber ist der norwegische Widerstandskämpfer Leif Andreas Larsen (1906–1990). 